# Serrat de la Ginebreda
El Serrat de la Ginebreda és una serra situada entre els municipis de Bellver de Cerdanya, Ger, Meranges i Isòvol, a la comarca de la Baixa Cerdanya, amb una elevació màxima de 1.562 metres.